# Người Hồi giáo

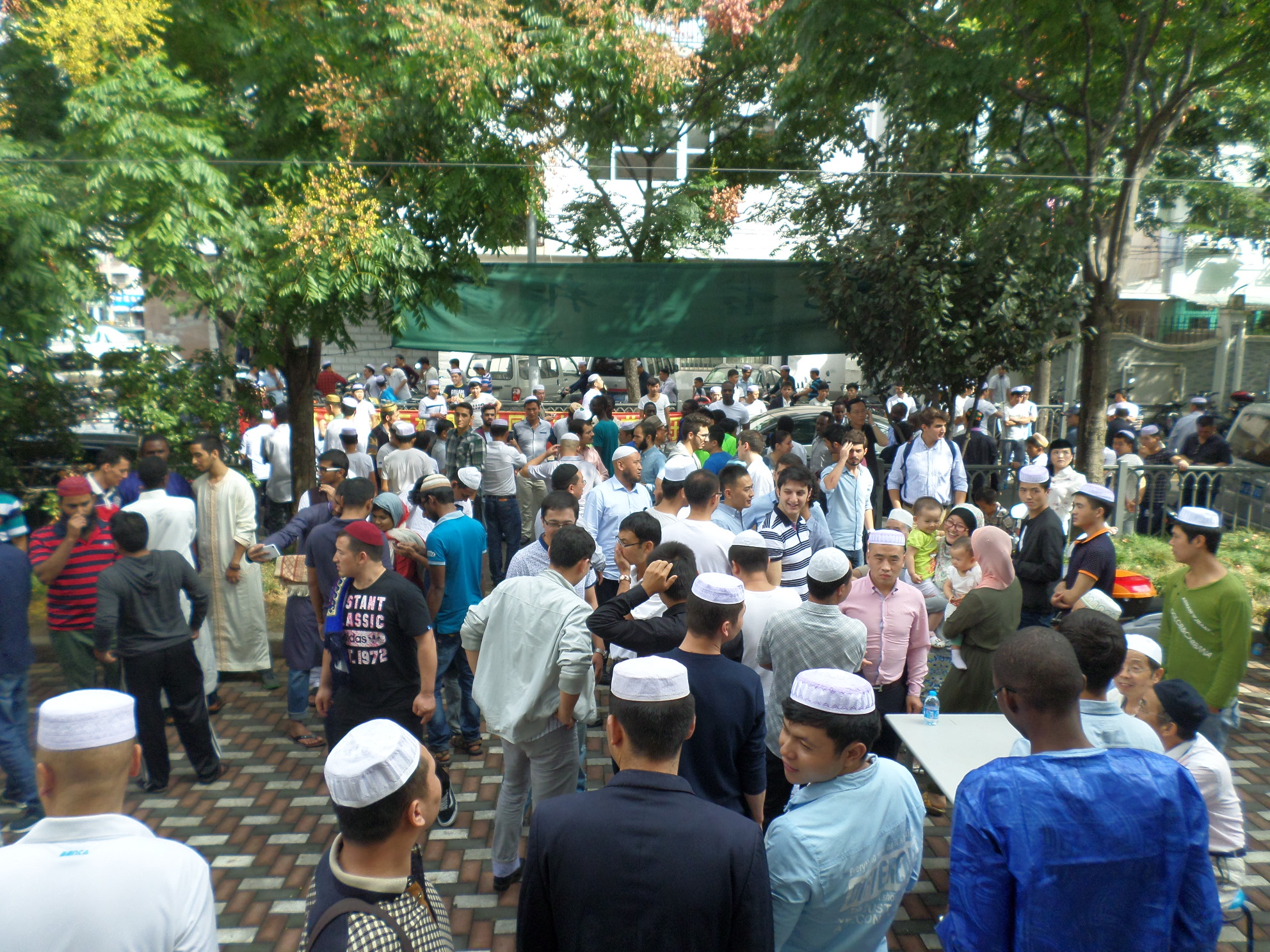
Người Hồi giáo

Tín đồ Hồi giáo (tiếng Ả Rập: al-Muslimūn – المسلمون, tiếng Anh: Muslim) là những người theo đạo Hồi – một tôn giáo độc thần bắt nguồn từ Abraham. Họ tin tưởng rằng kinh Qur'an – văn bản tôn giáo tạo nên nền tảng của Hồi giáo là những lời mặc khải từ Allah và được truyền tới Muhammad – đồng thời là sứ giả cuối cùng của Chúa. Số đông các tín đồ cũng làm theo những lời dậy và thực hành được Muhammad truyền đạt (sunnah) được ghi chép lại trong Hadith.
Với ước tính khoảng 1,9 tỉ tín đồ trong năm 2022, các tín đồ Hồi giáo đã chiếm hơn phần tư dân số thế giới. Xếp theo thứ tự giảm dần, phần trăm số người theo đạo Hồi tại các châu lục là:
- Châu Phi: 45%
- Châu Á và Thái Bình Dương: 25%
- Châu Âu: 6%
- Châu Mỹ: 1%[8]

Nếu tính theo khu vực, số liệu này giảm dần ở: 
- Trung Đông – Bắc Phi: 91%[9][10]
- Trung Á: 90%[11][12]
- Kavkaz: 65%[13][14][15][16][17]
- Đông Nam Á: 42%[18]
- Nam Á: 32%[19][20]
- Châu Phi hạ Sahara: 42%[21]

Hồi giáo có nhiều phân nhánh và trường phái khác nhau, nhưng có hai phái lớn nhất là Sunni (từ 75–90% tín đồ theo nhánh Sunni) và Shia (từ 10–20% tín đồ theo nhánh Shia). Nếu theo số lượng, Nam Á là nơi tập trung đông tín đồ Hồi giáo nhất (31%, chủ yếu thuộc ba nước Pakistan, Ấn Độ và Bangladesh). Indonesia là đất nước trong thế giới Hồi giáo lớn nhất khi có tới 12% tín đồ của cả thế giới tại đây, còn Ấn Độ và Trung Quốc là hai quốc gia top đầu không nằm trong thế giới Hồi giáo khi đề cập về tỉ lệ này (11% với Ấn Độ – 2% với Trung Quốc). Do tỉ lệ người theo đạo Hồi ở mỗi quốc gia – khu vực ngày càng tăng, đạo Hồi trở thành tôn giáo phát triển nhanh nhất thế giới.

## Từ nguyên
Cụm từ Muslimūn (Muslim trong tiếng Anh, المسلمون trong tiếng Ả Rập) là phân từ của động từ cùng cách phát âm với nó, mà trong đó islam là một danh động từ. Dạng số nhiều của từ này cũng là muslimun (nhưng viết trong tiếng Ả Rập là مسلمون, hoặc muslimin – مسلمين), khi chỉ chủ thể là nữ sẽ là muslimat (مسلمات)

## Trở thành tín đồ Hồi giáo
Để trở thành một tín đồ Hồi giáo và để cải đạo sang đạo Hồi, người đó sẽ phải xướng Tuyên xưng Đức tin – Shahada, một trong Năm Cột trụ của Hồi giáo – một Chứng ngôn cho niềm tin rằng chỉ có một vị thần duy nhất là Allah và Muhammad là sứ giả cuối cùng của Chúa, được đọc như sau: 
أَشْهَدُ أَنْ لَا إِلَٰهَ إِلَّا ٱللَّٰهُ وَأَشْهَدُ أَنَّ مُحَمَّدًا رَسُولُ ٱللَّٰهِ
(ašhadu ʾan lā ʾilāha ʾilla –llāhu, wa-ʾašhadu ʾanna muḥammadan rasūlu –llāh)
Tôi thừa nhận rằng không có thánh thần nào ngoài Allah, và tôi chứng nhận Muhammad là sứ giả của Ngài.
Sau đó, các tín đồ sẽ thực hành hành vi tôn giáo được quy định trong Năm Cột trụ của Hồi giáo, gồm có: 
- Tuyên xưng Đức tin – Shahada
- Cầu nguyện hàng ngày – Salah
- Bố thí – Zakat
- Nhịn ăn trong tháng Ramadan – Sawm
- Hành hương tới Mecca ít nhất một lần trong đời – Hajj

## Trong thần học Hồi giáo
Kinh Qur’an đã mô tả nhiều sứ giả – nhà tiên tri giống với Do Thái giáo và Kitô giáo và những người tin vào họ – được gọi là Muslimūn. Một vài trong số đó được liệt kê bao gồm: Adam, Nô-ê, Abraham, Ishmael, Jacob, Moses, Giê-su và tông đồ của ông đều được coi là những tín đồ Hồi giáo trong Qur'an do họ đều tin tưởng vào Chúa Trời, giảng dạy lại những lời mặc khải của Ngài và đề cao những giá trị của Ngài – gồm có cầu nguyện, bố thí, nhịn ăn và hành hương. Do đó, trong câu 52 – chương 3 của kinh Qur'an, các tông đồ của Giê-su đã nói với ông rằng: 
۞ فَلَمَّآ أَحَسَّ عِيسَىٰ مِنْهُمُ ٱلْكُفْرَ قَالَ مَنْ أَنصَارِىٓ إِلَى ٱللَّهِ ۖ قَالَ 
ٱلْحَوَارِيُّونَ نَحْنُ أَنصَارُ ٱللَّهِ ءَامَنَّا بِٱللَّهِ وَٱشْهَدْ بِأَنَّا مُسْلِمُونَ ٥٢
Bởi thế, khi Ysa nhận thấy sự bất tín của họ, Y lên tiếng hỏi: “Ai là người sẽ giúp Ta phục vụ Allah?” Các Tông đồ thưa: “Chúng tôi là những người hậu thuẫn cho Allah. Chúng tôi tin tưởng nơi Allah và tự xác nhận chúng tôi là những người Muslim (thần phục Allah).” 
Cũng theo đó, trước Thiên Kinh Qur'an, Chúa đã đưa Torah cho Moses, truyền Thánh Vịnh cho David và Phúc Âm cho Giê-su, tất cả ba người họ đều được coi là những nhà tiên tri quan trọng của đạo Hồi.